# Marchia Ankońska
Marchia Ankońska (łac. Marchia Anconitana, Picenum) – kraina historyczna w Italii, jedna z czterech prowincji Państwa Kościelnego, istniejąca w latach 1210-1798.

## Historia

### Do XVI wieku
Prowincję powołał do istnienia około 1090 cesarz Henryk IV Salicki. Obszar powstał z połączenia ziem wchodzących wcześniej do tzw. Pentapolis bizantyjskiego (Rimini, Ankona, Fano, Pesaro, Senigallia) z marchią Fermo (łac. Marchia Firmana). Gdy Marchia Ankońska była częścią dóbr imperialnych, władzę sprawował markiz, rezydujący w Ankonie. Wraz ze wzrostem autoświadomości mieszczańskiej, władza markiza osłabła, przyjmując charakter zwierzchnictwa tytularnego.
Po przejściu w 1198 we władanie papieskie za Innocentego III, markiz nadal sprawował władzę tytularnie. Ośrodki miejskie zobowiązane były do uiszczania rocznego podatku do skarbca papieskiego. Znaczącym w tym względzie wydaje się fakt, iż samo miasto Ankona, które użyczyło nazwy regionowi, nie znajdowało się bezpośrednio we władaniu Kościoła. Z tego powodu zarządca papieski rezydował nie w Ankonie ale w Fermo. Od 1278 udokumentowane jest istnienie urzędu rektora, koordynującego aktywność poszczególnych zarządców, zobowiązanego do przedkładania sprawozdań papieżowi.
W 1357 roku w Fano kardynał Gil Álvarez de Albornoz wydając Konstytucje egidiańskie potwierdził papieską dominację na obszarze Marchii. Prowincja obejmowała tereny zbliżone do dzisiejszych Marche. De Albornoz chciał wzmocnić papieską kontrolę nad Marchią Ankońską. Konstytucje za miasta duże uznawały: Ankonę, Urbino, Camerino, Fermo i Ascoli. Miastami większymi tytułowały: Pesaro, Fano, Fossombrone, Cagli, Fabriano, Jesi, Recanati, San Severino oraz Maceratę. Dla redaktorów Konstytucji egidiańskich miastami przeciętnymi Marchii były, wśród dwudziestu pięciu innych, Osimo i Cingoli. Małych miast zliczono dwadzieścia sześć (m.in. Senigallia). Do dwunastu miast mniejszych zaliczono Numanę.
W XV wieku, po burzliwych wystąpieniach przeciwko papieżowi, siedzibę namiestnika prowincji przeniesiono do Maceraty. W latach 1433–1447 Marchia Ankońska znalazła się w rękach kondotiera Francesco Sforzy. Po przejęciu prawie całego terytorium za Eugeniusza IV, Sforza uzyskał prawne uznanie konkwisty. Zarządzał tymi ziemiami najpierw jako wikariusz, następnie jako markiz i ostatecznie jako gonfaloniere papieski.

### Po upadku Republiki Ankony do 1797
Stopniowo miasta przejęte przez Sforzów powróciły w ręce papieskie. Od tego momentu historia Marchii Ankońskiej łączy się ściśle z historią Państwa Papieskiego. Dwa wydarzenia wpłynęły w znaczący sposób na umocnienie wpływów papieskich w Marchii: upadek Republiki Ankońskiej w 1532 oraz wymarcie dynastii Rovere w Księstwie Urbino w 1631.

### Po nawale napoleońskiej
Po przywróceniu zwierzchnictwa papieskiego w 1815 Marchia została podzielona na sześć delegacji (prowincji) ze stolicami w: Urbino, Ankonie, Camerino, Maceracie, Fermo i Ascoli Piceno. Podział ten był obowiązującym do jesieni 1860, gdy do Marchii przybyli żołnierze armii Księstwa Sabaudii-Piemontu.

## Marchia franciszkańska
Historycy ruchu franciszkańskiego zgodnie opisują Marchię Ankońską jako kolebkę odnowy w łonie Zakonu Braci Mniejszych, skupisko tzw. spirytuałów. Po śmierci Franciszka z Asyżu w 1226 w eremach franciszkańskich Marchii żyli: Bernard z Quintavalle, jeden z pierwszych towarzyszy Biedaczyny oraz Tomasz z Celano, jego biograf i promotor kanonizacji. Spirytuałowie nie byli zadowoleni z przepisów i stylu życia wprowadzonych przez Regułę niezatwierdzoną z 1221 oraz Regułę zatwierdzoną z 1223. Zwolennicy surowszej formy życia znajdywali w Marchii dogodne miejsca dla życia w odosobnieniu i ubóstwie, których poszukiwali. Prowincja, szczególnie pod rządami Estów, ofiarowywała ochronę przed władzą papieską, zakonną i świecką, która zwykła uważać spirytuałów za „heretyków”.

## Panowie Marchii Ankońskiej

### Markizowie Este
- Albert Azzo II (1013-1029)

### Markizowie von Annweiler
- Markward von Annweiler (1184-1202)

### Markizowie Este
- Azzo VI (1210-1212)
- Aldobrandino I (1212-1215)
- Azzo VII (1215-1264)
- Obizzo II (1264-1293)
- Azzo VIII, Aldobrandino II, Francesco d’Este (1293-1308)
- Aldobrandino II i Francesco d’Este (1308-1312)
- Aldobrandino II (1312-1326)

### Markizowie Sforza
- Francesco I Sforza (1434-1443)

## Legaci apostolscy
- Angelo Correr (4 kwietnia 1405 – 24 września 1406)
- Giordano Orsini (18 marca 1419)
- Gabriele Condulmer (1420-1423)
- Domenico Capranica (25 stycznia 1446-1448)
- Filippo Calandrini (1448-1451)
- Rodrigo Borgia (31 grudnia 1456 – 1458)
- Giovanni Castiglione (1458 – 14 kwietnia 1460 †)
- Francesco Todeschini-Piccolomini (1460-1464)
- Latino Malabranca Orsini (1464-1466)
- Bartolomeo Roverella (1471-1474)
- Giuliano della Rovere (1474-1476, pierwszy raz)
- Raffaele Sansoni Riario (1480-1484)
- Giovanni Battista Orsini (1484-1485, pierwszy raz)
- Jean Balue (1487-1491)
- Giovanni Battista Orsini (1492-1497, drugi raz)
- Juan de Vera (1500-1502)
- Alessandro Farnese (1502-1508)
- Sigismondo Gonzaga (24 lutego 1508 – 1514)
- Luigi d’Aragona (1514)
- Franciszek Medyceusz (1518-1527)
- Pompeo Colonna (1527-1531)
- Benedetto Accolti (8 lipca 1532 – 1534)
- Hipolit Medyceusz (5 września 1534 – 1535)
- Giovanni Domenico de Cupis (1 września 1536 – 1539)
- Rodolfo Pio di Carpi (1539-1542)
- Ranuccio Farnese (1546-1547, pierwszy raz)
- Ranuccio Farnese (1550-1551, drugi raz)
- Giacomo Savelli (1551-1555)
- Cristoforo Madruzzo (1560-1563)
- Markus Hohenems (1564-1566)

Dnia 30 stycznia 1566 papież Pius V odwołał wszystkie nominacje legacyjne.
- Alessandro Sforza (1580-1581†)
- Marcantonio Colonna (1581-1583)
- Alfonso Gesualdo (1585-1587)
- Benedetto Giustiniani (1591-1592)
- Giovanni Aldobrandini (1597-1598)
- Ottavio Bandini (1598-1604)
- Ferdinando Taverna (1604-1606)
- Alfonso Visconti (1606-1608)
- Carlo Emmanuele Pio (1621-1623)
- Antonio Marcello Barberini (1628-1630)
- Teodoro Trivulzio (1631-1634)

Następnie Marchia utraciła tytuł legacji papieskiej, stając się tylko prałaturą. W 1662 kardynał Lorenzo Imperiali został mianowany legatem, ale był to już tytuł czysto honorowy.